# Вильнёв-сюр-Фер
Вильнёв-сюр-Фер (фр. Villeneuve-sur-Fère) — коммуна во Франции, находится в регионе Пикардия. Департамент коммуны — Эна. Входит в состав кантона Шато-Тьерри. Округ коммуны — Шато-Тьерри.
Код INSEE коммуны — 02806.

## Население
Население коммуны на 2010 год составляло 286 человек.
| 1962 | 1968 | 1975 | 1982 | 1990 | 1999 | 2010 |
| ---- | ---- | ---- | ---- | ---- | ---- | ---- |
| 260  | 260  | 263  | 260  | 239  | 231  | 286  |

## Экономика
В 2010 году среди 177 человек трудоспособного возраста (15—64 лет) 122 были экономически активными, 55 — неактивными (показатель активности — 68,9 %, в 1999 году было 76,1 %). Из 122 активных жителей работали 110 человек (57 мужчин и 53 женщины), безработных было 12 (6 мужчин и 6 женщин). Среди 55 неактивных 7 человек были учениками или студентами, 28 — пенсионерами, 20 были неактивными по другим причинам.